# Válec
Válec je v prostorové geometrii těleso, vymezené dvěma rovnoběžnými podstavami a pláštěm. Plášť je rozvinutelná plocha, všechny povrchové (tvořící) přímky pláště jsou rovnoběžné a pokud jsou k podstavám kolmé, hovoříme o kolmém válci. V opačném případě se jedná o válec kosý. Vzdálenost mezi podstavami se nazývá výška válce. Vzdálenost mezi dvěma podstavami podél pláště (tj. podél povrchové přímky) se nazývá strana válce.
Je-li podstavou kruh, pak válec označíme jako kruhový. Kolmý kruhový válec nazýváme rotačním válcem. Přímku procházející středy obou podstav rotačního válce nazýváme osou rotace.

Rotační válec, r je poloměr a h je výška.

## Rotační válec
Nejčastěji se válcem rozumí rotační válec, kolmý válec, jehož podstavou je kruh. Má také řadu různých aplikací.

### Vlastnosti
- Pro objem rotačního válce platí

{\displaystyle V=\pi r^{2}h\,\implies \,h=V/(\pi r^{2})}
kde {\displaystyle r} je poloměr podstavy a {\displaystyle h} je výška válce.
- Obsah pláště rotačního válce je

{\displaystyle Q=2\pi rh\,}, obsah podstavy je
{\displaystyle P=\pi r^{2}\,}
Pro obsah celého povrchu rotačního válce pak platí
{\displaystyle S=2\pi r(r+h)\,}
- Obecný řez válce rovinou je elipsa, je-li rovina kolmá k jeho ose, je to kružnice a je-li s osou rovnoběžná, je to obdélník nebo přímka.
- Označíme-li si na podstavě válce libovolný bod (kromě středu) a pak valíme válec po rovině, pak označený bod opisuje cykloidu.

## Válcová plocha a prostor

Válcový prostor a plocha.

Jednoduchou představu rotačního válce lze rozšířit a zobecnit. Mějme jednoduchou uzavřenou křivku {\displaystyle k}, která leží v rovině. Body, které leží na vzájemně rovnoběžných přímkách procházejících libovolným bodem křivky {\displaystyle k}, tvoří válcovou plochu. Část prostoru ohraničená válcovou plochou se nazývá válcový prostor.

### Rovnice
Válcová plocha (kvadratický válec) bývá označována podle řídící křivky.

Obecný válec

#### Eliptický kvadratický válec
Eliptický kvadratický válec lze vyjádřit rovnicí
{\displaystyle {\frac {x^{2}}{a^{2}}}+{\frac {y^{2}}{b^{2}}}=1}
Řídící křivkou eliptického válce je elipsa ležící v rovině {\displaystyle z=0} s rovnicí {\displaystyle {\frac {x^{2}}{a^{2}}}+{\frac {y^{2}}{b^{2}}}=1} a tvořící přímky válce jsou rovnoběžné s osou {\displaystyle z}.
Pro {\displaystyle a=b} se jedná o rotační válec s osou rotace {\displaystyle z}.

#### Hyperbolický kvadratický válec
Hyperbolický kvadratický válec lze vyjádřit rovnicí
{\displaystyle {\frac {x^{2}}{a^{2}}}-{\frac {y^{2}}{b^{2}}}=1}
Řídící křivkou hyperbolického válce je hyperbola ležící v rovině {\displaystyle z=0} s rovnicí {\displaystyle {\frac {x^{2}}{a^{2}}}-{\frac {y^{2}}{b^{2}}}=1} a tvořící přímky válce jsou rovnoběžné s osou {\displaystyle z}.

#### Parabolický kvadratický válec
Parabolický kvadratický válec lze vyjádřit rovnicí
{\displaystyle y^{2}=2px}
Řídící křivkou parabolického válce je parabola ležící v rovině {\displaystyle z=0} s rovnicí {\displaystyle y^{2}=2px} a tvořící přímky válce jsou rovnoběžné s osou {\displaystyle z}.

#### Obecný válec
Obecnou válcovou plochu, jejíž řídící křivka leží v rovině {\displaystyle z=0} a má rovnici {\displaystyle f(x,y)=0}, a její tvořící přímky jsou rovnoběžné s osou {\displaystyle z}, lze zapsat rovnicí
{\displaystyle f(x,y)=0}
Obecně lze říci, že pokud v rovnici plochy chybí jedna z proměnných, pak se jedná o rovnici válcové plochy, jejíž tvořící přímky jsou rovnoběžné s osou, která odpovídá chybějící proměnné, a jejíž řídící křivka má stejnou rovnici jako daná plocha a leží v rovině kolmé k tvořícím přímkám.
Jsou-li tvořící přímky rovnoběžné s vektorem {\displaystyle (a_{1},a_{2},a_{3})}, pak lze rovnici válcové plochy převést na tvar
{\displaystyle F(a_{3}x-a_{1}z,a_{3}y-a_{2}z)=0}

## Vlastnosti
Objem válce určíme ze vztahu
{\displaystyle V=Sh},
kde {\displaystyle S} je obsah podstavy a {\displaystyle h} je hloubka válce.
Obsah povrchu válce je dán vztahem
{\displaystyle P=2S+Q},
kde {\displaystyle S} je obsah podstavy a {\displaystyle Q} je obsah pláště válce.